# إسنار (زاوية سيدي عبد القادر)
إسنار هي إحدى مشيخات المملكة المغربية، تتبع جغرافيا لإقليم الحسيمة وإداريًا لزاوية سيدي عبد القادر. يقدر عدد سكانها بـ 1485 نسمة حسب الإحصاء الرسمي للسكان والسكنى لسنة 2004.